# Памятник Сталину (парк Постышева)
Памятник Сталину в городе Сталино в парке имени Постышева — скульптурное произведение, посвящённое руководителю СССР И. В. Сталину. Был расположен в парке имени Павла Петровича Постышева (ныне центральный парк культуры и отдыха имени А. С. Щербакова).

## Описание
Статуя была белого цвета и выполнена в полный рост. Она стояла на главной аллее парка напротив моста через Первый городской пруд в обрамлении шаровидной акации и доминировала над всем центральным комплексом парка.
Изображенный на этой скульптуре Сталин был одет в шинель. Одна пола шинели развевалась.
За спиной статуи Сталина находилась скульптура спортсмена, прыгающего в воду (воду символизировала клумба), и фонтан со скульптурной группой атлетов, которые держали вазу на вытянутых руках.
От скульптуры поднималась лестница с балюстрадой на которой были расположены скульптуры шахтёров, атлетов и «девушек с веслом».
В период десталинизации был демонтирован, а сам город в 1961 году переименован в Донецк.

## Другие памятники Сталину в Донецке
Также в Сталино были установлены другие памятники Сталину: перед зданием третьего корпуса Донецкого индустриального института, у общежития донецкого металлургического завода, у Дворца пионеров.